# 斯基托克
52°4′19″N 30°58′2″E / 52.07194°N 30.96722°E
斯基托克（烏克蘭語：Скиток），是烏克蘭北部的村莊，隸屬切爾尼希夫州的切爾尼希夫區。該村始建於1749年，面積0.33平方公里，海拔高度122米，2001年人口31，人口密度每平方公里93.9人。